# Guericke (månekrater)
Guericke er resterne af et nedslagskrater på Månen. Det befinder sig på den sydlige halvkugle på Månens forside og er opkaldt efter den tyske fysiker og naturvidenskabsmand Otto von Guericke (1602-1686).
Navnet blev officielt tildelt af den Internationale Astronomiske Union (IAU) i 1935. 

## Omgivelser
Guerickekrateret ligger i den nordlige del af Mare Nubium. Mod nord-nordvest ligger det store Fra Mauro-krater og de sammensluttede kratere Parry og Bonpland. Mod øst ligger Kundtkrateret og Davykrateret.

## Karakteristika
Guerickes tilbageværende rand er nedslidt, ramt af nedslag og delvis oversvømmet af den basaltiske lava, som dækker kraterbunden. Kratervæggene er kun lidt mere end en cirkulær række højderygge, som slutter sig til højder, der strækker sig mod nord, nordvest og syd. Den oversvømmede kraterrest Guericke F er forbundet med randens sydvestlige yderside. Bunden har nogle få og små højdedrag i den ellers næsten flade overflade og i den sydvestlige del findes to småkratere.

## Satellitkratere
De kratere, som kaldes satellitter, er små kratere beliggende i eller nær hovedkrateret. Deres dannelse er sædvanligvis sket uafhængigt af dette, men de får samme navn som hovedkrateret med tilføjelse af et stort bogstav. På kort over Månen er det en konvention at identificere dem ved at placere dette bogstav på den side af satellitkraterets midte, som ligger nærmest hovedkrateret. Guerickekrateret har følgende satellitkratere:
| Guericke | Længde  | Bredde  | Diameter |
| -------- | ------- | ------- | -------- |
| A        | 11,1° S | 17,3° V | 5 km     |
| B        | 14,5° S | 15,3° V | 16 km    |
| D        | 12,0° S | 14,6° V | 8 km     |
| E        | 10,0° S | 12,0° V | 4 km     |
| F        | 12,2° S | 15,3° V | 21 km    |
| G        | 14,0° S | 15,0° V | 5 km     |
| H        | 12,4° S | 14,2° V | 6 km     |
| J        | 10,6° S | 13,4° V | 8 km     |
| K        | 15,1° S | 13,3° V | 3 km     |
| M        | 12,9° S | 12,5° V | 2 km     |
| N        | 12,5° S | 9,9° V  | 3 km     |
| P        | 15,0° S | 14,6° V | 3 km     |
| S        | 10,3° S | 13,3° V | 11 km    |

Det følgende krater har fået nyt navn af IAU:
- Guericke C — Se Kundtkrateret.

## Måneatlas
- Billeder af Guerickekrateret i LPI-måneatlasset
- USGS-kort